# アサアラ・ムニョス
アサアラ・ムニョス・ギハーロ（スペイン語: Azahara Muñoz Guijarro, 1987年11月19日 - ）は、スペイン・アンダルシア州コルドバ県ドニャ・メンシア出身の女子プロゴルファー。2009年にプロ転向し、LPGAツアーや欧州女子ゴルフツアーでプレーしている。

## 経歴
1987年にアンダルシア州コルドバ県ドニャ・メンシアに生まれ、わずか14歳だった2002年にはスペインアマチュア選手権で優勝した。2006年にはアメリカ合衆国のアリゾナ州立大学に入学し、3年生だった2008年にNCAAゴルフ競技で個人優勝を果たすと、4年生だった2009年にはNCAAゴルフ競技で団体優勝を果たした。アリゾナ州立大学では心理学の学位を取得し、「優等」の成績で2009年に卒業している。2009年にはイギリス女子アマチュア選手権で優勝したが、この大会で2位となったのは同じくアリゾナ州立大学に留学中のスペイン人選手のカルロタ・シガンダである。
2009年9月にプロデビューし、10月のマドリード女子マスターズで欧州女子ゴルフツアーデビューした。2010年にはLPGAツアーに本格参戦し、出場したメジャー3大会すべてで20位以内に入るなどした。賞金ランキングで30位となり、同い年のスペイン人選手であるベアトリス・レカリを抑えてLPGAツアーの新人選手賞を受賞した。2010年末にはワールドゴルフランキングで41位となった。
2012年5月にはサイベース・マッチプレー選手権で優勝し、LPGAツアー初優勝を飾った。この優勝によって世界ランキングが27位から19位に上昇した。2013年9月にはフランス女子オープンで欧州女子ゴルフツアー2勝目を飾り、2014年10月には同大会で2連覇を達成した。2016年9月にはスペイン女子オープンで欧州女子ゴルフツアー4勝目を飾り、2017年9月には同大会で2連覇を達成した。

## 優勝（6回）

### LPGAツアー（1回）
| 順位 | 年            | 大会                           | スコア  | パー    | 2位との差 |
| ---- | ------------- | ------------------------------ | ------- | ------- | --------- |
| 1    | 2012年5月20日 | サイベース・マッチプレー選手権 | 2 and 1 | 2 and 1 | 2 and 1   |

### 欧州女子ゴルフツアー（5回）
| 順位 | 年            | 大会                     | スコア          | パー | 2位との差  |
| ---- | ------------- | ------------------------ | --------------- | ---- | ---------- |
| 1    | 2009年10月3日 | マドリード女子マスターズ | 71-68-64=203    | −16  | プレーオフ |
| 2    | 2013年9月29日 | フランス女子オープン     | 68-65-68-65=266 | −14  | 1打差      |
| 3    | 2014年10月5日 | フランス女子オープン     | 67-68-67-67=269 | −11  | 1打差      |
| 4    | 2016年9月25日 | スペイン女子オープン     | 72-66-70-70=278 | −10  | 1打差      |
| 5    | 2017年9月24日 | スペイン女子オープン     | 69-64-67-69=269 | −19  | 2打差      |